# Уотсон, Дейв (футболист, 1946)
Дэ́вид Ве́рнон Уо́тсон (англ. David Vernon Watson; 5 октября 1946, Стейплфорд, Англия), более известный как Дейв Уотсон (англ. Dave Watson) — английский футболист, игравший на позиции защитника. Выступал, в частности, за «Сандерленд», с которым выиграл Кубок Англии, и «Манчестер Сити», в составе которого стал обладателем Кубка английской лиги. Также провёл 65 матчей за национальную сборную Англии, став игроком, который провёл наибольшее количество матчей за сборную среди футболистов, никогда не участвовавших в чемпионате мира.

## Клубная карьера
Во взрослом футболе дебютировал в 1966 году выступлениями за «Ноттс Каунти» с Четвёртого дивизиона, в котором провёл неполные два сезона, приняв участие в 25 матчах чемпионата и забил 1 гол.
В конце 1967 года перешёл в «Ротерем Юнайтед», который в том же сезоне вылетел в Третий дивизион. Уотсон вместе с клубом провёл там следующие два с половиной сезона, значительную часть из них был капитаном команды.
В декабре 1970 года за 100 тысяч фунтов стерлингов перешёл в «Сандерленд», выступавший во Втором дивизионе и провёл там следующие четыре с половиной сезона. В течение этих лет завоевал титул обладателя Кубка Англии в 1973 году, однако так и не смог помочь клубу выйти в элиту.
Своей игрой за последнюю команду привлёк внимание представителей тренерского штаба «Манчестер Сити», выступавшего в элитном дивизионе, к составу которого присоединился летом 1975 года за 175 тысяч фунтов стерлингов. В первом же сезоне стал в составе «манкунианцев» обладателем Кубка английской лиги, а в следующем — вице-чемпионом Англии, отстав от первого места всего на одно очко. Всего сыграл за команду из Манчестера четыре сезона своей игровой карьеры. Большую часть времени, проведённого в составе «Манчестер Сити», был основным игроком защиты команды.
Летом 1979 года Дэвид стал игроком немецкого «Вердера», но из-за проблем в клубе очень быстро был вынужден покинуть Бремен и уже в октябре того же года подписал контракт с «Саутгемптоном». За «святых» выступал до января 1982 года, после чего стал игроком «Сток Сити».
Летом 1983 года вновь отправился за границу, став игроком канадского клуба «Ванкувер Уайткэпс», где провёл сезон 1983, после чего по сезону провёл за «Дерби Каунти» и «Ноттс Каунти» во Втором дивизионе.
Завершил профессиональную игровую карьеру в клубе «Кеттеринг Таун» с пятого по уровню дивизиона Англии, за который выступал в течение сезона 1985—1986 годов.

## Выступления за сборную
В 1974 году дебютировал в официальных матчах в составе национальной сборной Англии.
В составе сборной был участником чемпионата Европы 1980 года в Италии, сыграв во всех трёх матчах группового турнира — против Бельгии, Италии и Испании. Но ничья, поражение и победа соответственно не позволили Англии выйти из группы. Последний раз в форме сборной Уотсон сыграл против сборной Исландии в июне 1982 года, после чего не был включен тренером сборной Роном Гринвудом на чемпионат мира 1982 года, тем самым сделав Уотсона футболистом с наибольшим количеством матчей за Англию, который никогда не играл в финальном этапе чемпионата мира.
Всего в течение карьеры в национальной команде, которая длилась 9 лет, провёл в форме главной команды страны 65 матчей и забил 4 гола.

## Достижения
«Сандерленд»
- Обладатель Кубка Англии: 1972/73

«Манчестер Сити»
- Обладатель Кубка Футбольной лиги: 1975/76